# St. Helena (North Carolina)
St. Helena is een plaats (village) in de Amerikaanse staat North Carolina, en valt bestuurlijk gezien onder Pender County.

## Demografie
Bij de volkstelling in 2000 werd het aantal inwoners vastgesteld op 395.

## Geografie
Volgens het United States Census Bureau beslaat de plaats een oppervlakte van
14,6 km², geheel bestaande uit land.

## Plaatsen in de nabije omgeving
De onderstaande figuur toont nabijgelegen plaatsen in een straal van 28 km rond St. Helena.